# Еміль Прюдан
Еміль Расін Готьє Прюдан (фр. Émile Racine Gauthier Prudent; 3 лютого 1817 — 14 травня 1863) — був французьким піаністом і композитором. Його твори налічують близько 70-ти, і включають фортепіанне тріо, концерт-симфонію, безліч творів персонажів, набори варіацій, транскрипції та етюди, окрім відомих фантазій в оперних ефірах. Будучи вчителем, досяг великого успіху і навчив кілька поважних учнів.

## Біографія
Еміль Прюдан народився в Ангулемі; ніколи не знав своїх батьків і був в ранньому віці узятий на виховання настроювачем фортеп'яно, який дав йому перше музичне навчання. У десятирічному віці вступив до Паризької консерваторії, отримавши перший диплом як піаніст в 1833 році і другий диплом як теоретик (гармонія) в 1834 році; учень П'єра Циммермана і Фелікса Ле Куппе. Після закінчення консерваторії, не маючи покровителів, йому довелося якийсь час долати фінансові труднощі, але потім він домігся успіху під час свого першого публічного виконання. У 1836 році під враженням від паризьких гастролей Сигізмунда Тальберга взяв у нього ряд занять.
Першого успіху домігся в 1840 році, виконавши свою фантазію на теми опери «Лючія ді Ламмермур», тв. 8. Його репутація зростала з кожним роком, що дозволило йому незабаром регулярно концертувати у Франції і за кордоном, в тому числі здійснити дві поїздки в Англію в 1848 і 1852 роках з метою виконання своїх творів. Залишив близько сімдесяти творів, серед яких фортеп'янне тріо, концерт-симфонія, безліч характерних п'єс, кілька варіацій, аранжувань і етюдів, а також відомих фантазій до оперних арій. Викладав в консерваторії, серед учнів, зокрема, Анрі Ковальські.
Еміль Расін Готьє Прюдан помер в Парижі в 1863 році, де провів більшу частину свого життя.
У XIX столітті широкою популярністю користувалися його етюди: «Hirondelle», «Souvenir de Beethoven», «Souvenir de Schubert», «Ronde de nuit».